# TSV Anderten
Der TSV Anderten ist ein Sportverein im Stadtteil Anderten der niedersächsischen Landeshauptstadt Hannover. Bekannt ist er insbesondere durch die Männer-Handballmannschaft, die zwischen August 2008 und April 2023 unter dem Namen HSV Hannover antrat. Seit Mai 2023 tritt die Mannschaft wieder als TSV Anderten auf.

## Geschichte
Der Turn- und Sportverein Anderten von 1897 e. V. wurde am 11. Oktober 1945 gegründet. Er ging aus den Vereinen MTV Vater Jahn von 1897 und der Freien Turnerschaft von 1909 hervor, die nach dem Zweiten Weltkrieg von der britischen Besatzungsmacht verboten worden waren. Im Verein wurde Turnen und Handball und 1947 auch kurzzeitig Tischtennis betrieben. Im November 1945 wurde dem Verein eine Sporthalle zur Nutzung überlassen. Nachdem aufgrund der Entwicklung Andertens 1967 eine Schwimmhalle, 1971 eine neue Sporthalle und 1978 eine Tennisanlage gebaut wurden, kamen weitere Sportarten zum Vereinsangebot hinzu.
Die Handballabteilung umfasst 21 Mannschaften. Die erste Männermannschaft spielte von 2007 bis 2010 in der 2. Bundesliga Nord. Am 8. August 2008 gab der Verein bekannt, dass die Zweitliga-Mannschaft künftig unter dem Namen HSV Hannover Handball auflaufen wird. Gleichzeitig wurde der Umzug in die neu erbaute Könicke Hall im Lenny Soccio Ice & Event Center in Langenhagen verkündet. Dort spielt auch der Eishockey-Regionalligist Langenhagen Jets.
Im März 2010 gab der Verein bekannt, dass nach dem Rückzug eines Hauptsponsors kein weiterer Spielbetrieb in der 2. Bundesliga möglich sei; damit stand der HSV Hannover als erster Absteiger fest. Seitdem spielt der Verein in der 2010 geschaffenen 3. Liga, Staffel Nord.
Weitere Sportarten des Vereins sind Gymnastik, Kegeln, Schwimmen (mit Triathlon und Wasserball), Tanzsport, Tauchsport, Tennis, Tischtennis, Turnen, Prellball und Volleyball.

## Kader der Saison 2023/24
- Trainer: Robin John
- Co-Trainer: Nenad Pancic
- Physiotherapeuten: Alexander Heinze, Anne Watzek, Timon Knop
- Manager: Götz Heuer
- Teammanager: Dirk Müller
- Pressesprecher / Marketing: Björn-R. Thiel
- Geschäftsführer: Friedhelm Brandes und Robin John

| Nr. | Name                | Position   |
| --- | ------------------- | ---------- |
| 16  | Jonas Lange         | TW         |
| 40  | Yendrick Weißhaar   | TW         |
| 74  | Colin Räbiger       | TW         |
| 3   | Sebastian Czok      | RR, RA     |
| 7   | Hendrik Benckendorf | RM, RR, RL |
| 8   | Max Berthold        | RM, RR     |
| 9   | Maximilian Forst    | RM, RL     |
| 10  | Fynn Brandes        | RM, RL     |
| 13  | David Sauß          | RM, RL     |
| 17  | Lauro Pichiri       | RR, RL     |
| 19  | Luc Depping         | RA         |
| 22  | Ole Klitzke         | LA         |
| 24  | Hendrik Edeler      | RA         |
| 41  | Fin Backs           | LA         |
| 72  | Pascal Schuldes     | RA, RR     |
| 73  | Jesper Langeheine   | RM, RL, RR |
| 77  | Flavio Pichiri      | RL, RM     |
| 79  | Philip Müller       | RL, RM     |
| 99  | Robin Müller        | KM         |

### Zugänge 2023/24
- Fin Backs (zuletzt TuS Vinnhorst)
- Luc Depping (von der TSV Burgdorf)
- Colin Räbiger (vom TuS Vinnhorst)
- Fynn Brandes (eigene Jugend)
- Lauro Pichiri (eigene Jugend)
- Pascal Schuldes (eigene Jugend)

### Abgänge 2023/24
- Lukas Quedenbaum (Eintracht Hildesheim)
- Florian Schenker
- Thiemo Labitzke (MTV Großenheidorn)
- Fabian Rüsch
- Lars Hoffmann (MTV Vorsfelde)
- Joel Wolf (MTV Großenheidorn)
- Till Dreißigacker – Co-Trainer (SV Alfeld)

## Ehemalige Spieler
- Hubertus Brandes
- Justus Fischer
- Tim Hornke
- Robin John (aktuell Trainer des Vereins)
- Hendrik Müller
- Bastian Riedel